# Svømning under sommer-OL 2008 - 400m medley Kvinder
Konkurrencen i 400 meter medley for kvinder er en af de 17 konkurrencer i svømning for kvinder under Sommer-OL 2008. De indledende heats bliver afholdt den 9. august og finalen den 10.

## Indledende heats

### 1. Heat
| Bane | Navn                       | Nationalitet | Tid     | Noter |
| ---- | -------------------------- | ------------ | ------- | ----- |
| 3    | Yoosun Nam                 | Korea        | 4:46.74 |       |
| 6    | Ting Wen Quah              | Singapore    | 4:51.25 |       |
| 4    | Yih Wey Lew                | Malaysia     | 4:55.83 |       |
| 5    | Anna-Liisa Pold            | Estland      | 4:58.21 |       |
| 7    | Nimitta Thaveesupsoonthorn | Thailand     | 5:02.18 |       |

- Maroua Mathlouthi fra Tunesien skulle have svømmet på bane 2, men meldte fra.

### 2. Heat
| Bane | Navn               | Nationalitet | Tid     | Noter |
| ---- | ------------------ | ------------ | ------- | ----- |
| 3    | Joanna Maranhao    | Brasilien    | 4:40.18 |       |
| 7    | Sara Nordenstam    | Norge        | 4:40.28 |       |
| 5    | Jing Liu           | Kina         | 4:44.96 |       |
| 1    | Jördis Steinegger  | Østrig       | 4:45.15 |       |
| 8    | Susana Escobar     | Mexico       | 4:47.32 |       |
| 6    | Svetlana Karpeeva  | Rusland      | 4:50.22 |       |
| 2    | Katharina Schiller | Tyskland     | 4:51.52 |       |
| 4    | Georgina Bardach   | Argentina    | 5:00.87 |       |

### 3. Heat
| Bane | Navn             | Nationalitet   | Tid     | Noter |
| ---- | ---------------- | -------------- | ------- | ----- |
| 4    | Elizabeth Beisel | USA            | 4:34.55 |       |
| 5    | Alessia Filippi  | Italien        | 4:35.11 |       |
| 3    | Yana Martynova   | Rusland        | 4:36.25 |       |
| 7    | Maiko Fujino     | Japan          | 4:37.35 |       |
| 6    | Keri-Anne Payne  | Storbritannien | 4:38.69 |       |
| 8    | Tanya Hunks      | Canada         | 4:40.63 |       |
| 1    | Samantha Hamill  | Australien     | 4:41.89 |       |
| 2    | Helen Norfolk    | New Zealand    | 4:44.22 |       |

### 4. Heat
| Bane | Navn                 | Nationalitet | Tid     | Noter |
| ---- | -------------------- | ------------ | ------- | ----- |
| 4    | Stephanie Rice       | Australien   | 4:35.11 |       |
| 3    | Xuanxu Li            | Kina         | 4:36.35 |       |
| 5    | Kirsty Coventry      | Zimbabwe     | 4:36.43 |       |
| 7    | Katarzyna Baranowska | Polen        | 4:36.95 |       |
| 1    | Katheryn Meaklim     | Sydafrika    | 4:37.11 |       |
| 6    | Camille Muffat       | Frankrig     | 4:40.29 |       |
| 2    | Saori Haruguchi      | Japan        | 4:45.22 |       |
| 8    | Alexa Kormarnycky    | Canada       | 4:46.98 |       |

### 5. Heat
| Bane | Navn              | Nationalitet   | Tid     | Noter |
| ---- | ----------------- | -------------- | ------- | ----- |
| 4    | Katie Hoff        | USA            | 4:34.63 |       |
| 5    | Hannah Miley      | Storbritannien | 4:36.56 |       |
| 3    | Katinka Hosszu    | Ungarn         | 4:37.55 |       |
| 2    | Zsuzsanna Jakabos | Ungarn         | 4:37.86 |       |
| 7    | Mireia Belmonta   | Spanien        | 4:37.91 |       |
| 8    | Anja Klinar       | Slovenien      | 4:38.90 |       |
| 1    | Jessica Pengelly  | Sydafrika      | 4:41.04 |       |
| 6    | Joanne Andraca    | Frankrig       | 4:43.88 |       |

## Finale
| Bane | Navn             | Nationalitet   | Tid     | Noter |
| ---- | ---------------- | -------------- | ------- | ----- |
| 6    | Stephanie Rice   | Australien     | 4:29.45 | VR    |
| 1    | Kirsty Coventry  | Zimbabwe       | 4:29.89 | AF    |
| 5    | Katie Hoff       | USA            | 4:31.71 |       |
| 4    | Elizabeth Beisel | USA            | 4:34.24 |       |
| 3    | Alessia Filippi  | Italien        | 4:34.34 |       |
| 8    | Hannah Miley     | Storbritannien | 4:39.44 |       |
| 2    | Yana Martynova   | Rusland        | 4:40.04 |       |
| 7    | Xuanxu Li        | Kina           | 4:42.13 |       |

- VR = Verdens rekord
- AF = Afrikansk rekord